# Colegiul Național „Gheorghe Șincai” din București
Colegiul Național „Gheorghe Șincai” este o instituție de învățământ liceal din București, fondată oficial la data de 8 decembrie 1892 prin decretul regal nr 3913, prin care Regele Carol I decreta înființarea „Gimnaziului Clasic Gheorghe Șincai” prin desprinderea claselor divizionare ale Liceului „Matei Basarab”.

## Istoric
În toamna anului 1890 în cadrul Liceului Matei Basarab, datorită numărului mare de elevi, s-au creat două clase divizionare (I și II gimnaziu) ce au fost mutate într-o clădire situată în curtea bisericii Sfântu Gheorghe Vechi.
În toamna anului 1891, prin raportul nr. 105 din 25 octombrie trimis la Ministerul Cultelor și Instrucțiunii Publice, directorul Liceului Matei Basarab, arătând că pentru clasa a III de gimnaziu are un număr mare de elevi, solicita înființarea unei a treia clase divizionare. Solicitarea a fost aprobată de către ministrul Gh. Dem. Teodorescu. La doar câteva săptămâni s-a solicitat înființarea unei a patra clase divizionare cu elevi de clasa IV gimnaziu. Cum între timp în funcția de ministru al cultelor și instrucțiunii publice fusese numit Petru Poni, acesta a respins solicitarea directorului.
În anul următor, ministru este numit Take Ionescu. Profitând de această nouă schimbare prof. Zossima Demarat directorul Liceului Matei Basarab face un nou raport prin care solicita înființarea celei de a patra clase divizionare. Ministrul este favorabil solicitării directorului, dar îi comunică faptul că Ministerul nu poate asigura salariile noilor profesori până la 1 aprilie 1893 deoarece sumele respective nu fuseseră prevăzute în buget. Din acel moment se creează un grup de inițiativă care strânge un număr de profesori dispuși să profeseze fără nicio plată până în aprilie 1893. În urma întocmirii listei cu profesorii voluntari se face un raport către Minister care în final va avea ca efect decretul regal de înființare a Gimnaziului Clasic Gheorghe Șincai.
Numele gimnaziului a fost dat la inițiativa profesorului ardelean Nicolae R. Colceag.  În 1919, sub conducerea directorului Gheorghe Nedioglu, Gimnaziul Clasic devine Liceu.
Dupa reforma învățământului din 03.08.1948 Liceul Gheorghe Șincai a fost numit Liceul de Băieți nr. 5. În aceeași clădire funcționa și Liceul de Fete nr. 9. În 1953 acesta a devenit Liceul de Fete nr. 21, iar Liceul de Băieți a devenit nr. 20 și au funcționat separat până în 1956 când au fost comasate și a devenit Școala Medie mixtă nr. 20.
La propunerea Ministerului Învățământului și Culturii, Prezidiul Marii Adunări Naționale, prin decretul nr. 257/1956, a autorizat ca Școala Medie nr. 20 din București să poarte din nou numele de Gheorghe Șincai. Astfel în Ordinul Ministerului Învățământului 68/01.03.1957 se spune: „În temeiul Decretului Marii Adunări Naționale nr. 257/1956, art. 1, al. „d”, Ministerul dispune: – Școala Medie nr. 20 din orașul București, va purta denumirea de Școala Medie nr. 20 „Gheorghe Șincai”.
În anul 2002 „Liceul Gheorghe Șincai” devine „Colegiul Național Gheorghe Șincai”.

## Clădirea colegiului - monument istoric
Construcția actualului sediu a început în anul 1924. Concepția arhitecturală aparține arhitectei Virginia Andreescu Haret. Până în 1928 - anul în care liceul s-a mutat în noua clădire - nu era construită decât aripa dinspre Bd. Ion I. C. Brătianu (azi Bd. Dimitrie Cantemir).
Clădirea este înscrisă în Lista monumentelor istorice 2010 - Municipiul București cod LMI B-II-m-B-19754.

## Profesori celebri
- Gheorghe Nedioglu
- George Călinescu[necesită citare]
- Eugen Lovinescu
- Ionel G. Brătianu
- Alexandru Graur
- Victor Tibacu
- Adrian Roman

## Absolvenți celebri
- Gheorghe Mihoc
- Ioan Cuculescu
- George Georgescu
- Adrian Rusu
- Gică Petrescu
- Viorel Cosma
- Valentin Gheorghiu
- Constantin Dinischiotu
- Romulus Vulpescu
- Magdalena Cernat
- Cristian Șofron
- Mihai Bisericanu
- Gabriela Melinescu
- Răsvan Popescu
- Gheorghe Tecuci
- Florin Manolescu
- Florența Albu
- Paula Ivan
- Claudiu Pândaru
- Liviu Teodorescu

## Specializări[2]
- Filologie:-1 clasa(28 de locuri)
- Matematică-Informatică:-5 clase (140 de locuri)din care o clasa cu engleza intensiv
- Științe ale Naturii-2 clase(56 de locuri) din care o clasa cu engleza intensiv

## Baza Materiala[3]
Colegiul Gheorghe Sincai dispune de :
- 26 de sali de clasa
- 2 laboratoare de biologie
- 2 laboratoare de chimie
- 1 laborator de fizica
- 3 laboratoare de informatica
- 2 cabinete audio-vizual
- 1 sala de educatie fizica si sport
- 1 cabinet de consultanta psihologica si orientare scolara si universitara
- 1 sala de festivitati de aproximativ 300 de locuri
- 1 biblioteca cu aproximativ 35.000 de volume
- 1 cabinet de matematica (sala ,,Academician Gheorghe Mihoc")
- 1 cabinet pentru disciplinele socio-umane